# Rio Gregório
O rio Gregório é um curso de água que banha o estado do Acre, no Brasil. É um importante afluente do rio Juruá, que atravessa os estados do Acre e do Amazonas. Tem um comprimento total de 350 km. Nascido no estado do Acre, cruza a fronteira com o estado do Amazonas no último vilarejo de São Vicente e segue na mesma direção nordeste, atravessando as povoações de Lorena e Santo Amaro. Atravessa o território indígena médio Kulina do Juruá e termina na margem direita, no rio Juruá, Flui através de Tarauacá, municípios brasileiros no Acre, e Ipixuna e Santa Rosa do Purus, no Estado do Amazonas.